# أليكسي ستادلر
أليكسي ستادلر (بالروسية: Алексей Стадлер)‏ هو عازف تشيلو روسي، ولد في 13 يونيو 1991 في سانت بطرسبرغ في روسيا.

## وصلات خارجية
- أليكسي ستادلر على موقع ميوزك برينز (الإنجليزية)